# Альфред (національний парк)
Національний парк Альфред (англ. Alfred National Park) — природоохоронна територія на сході Австралії у штаті Вікторія. Заснований у 1925 році. Площа парку — 30,5 км².

## Природа
У парку розташовані вологі тропічні ліси. Лісові співтовариства рослин представлені вічнозеленими деревами виду Syzygium smithii, численними ліанами, папороттю, епіфітами. Парк також відомий ареалами зростання таких видів орхідних (Orchidaceae): Sarcochilus falcatus і Dendrobium speciosum.